# Transformation numérique
La transformation numérique, appelée aussi transition numérique, transformation digitale ou e-transformation, correspond au phénomène de mutation lié à l'essor du numérique, d'Internet et des réseaux sociaux. Cette notion vise à conceptualiser l'influence de ceux-ci sur les organisations et la manière dont l'entrepreneur développe une nouvelle offre dans le cadre de la transformation numérique du modèle d'affaires ou dans le cadre d'un nouveau business model caractérisant son projet entrepreneurial en cohérence avec l'économie numérique.

## Terminologie et usage
Le terme « e-transformation » est apparu en France dans les années 2000. Il s'agit d'un néologisme qui n'est pas employé en anglais, bien que le préfixe e-, inventé par IBM (e-business) soit couramment employé en anglais (e-commerce, e-learning, etc.). L'expression « transformation numérique » est très employée dans les ministères français depuis la fin des années 2010.
Cette terminologie fait partie des technologies de l'information et de la communication.

## Définition

### En France
L'AFNET (Association Francophone des utilisateurs du Net) a pour vocation de mener des réflexions sur les impacts économiques, technologiques et sociétaux d’internet, sur la Net Économie et sur la société en réseau, ainsi que sur les usages des TIC. Elle considère et définit ce concept comme « la transformation de toutes les composantes de l'entreprise (processus, métiers, culture, organisation...) sous l'influence des TIC ». Le premier volume des Livres Blancs de l'AFNET - Les fondamentaux de la société en réseau - est d'ailleurs entièrement consacré à la notion d'e-transformation.
L'ANACT (établissement public créé 1973 sous tutelle du Ministère du Travail, de l'Emploi et de la Santé) qui travaille pour améliorer la situation des salariés, l’efficacité des entreprises et favoriser l’innovation et les méthodes correspondantes s'est également penchée sur le phénomène de transformation numérique qui constitue une thématique à part entière de leurs travaux.
Le portail Acteurs du numérique élaboré par France Num centralise tous les opérateurs en transformation numérique et numérisation des activités. Ce portail est à destination des PME et entreprises en France. Le but est de favoriser la transformation de notre économie par l'identification d'acteurs numériques centralisés sur une plateforme de confiance. La finalité de cette plateforme est d'accompagner les entreprises et les organisations dans leur transition numérique.

### Evolution du concept dans le monde
La transformation numérique s’inscrit donc dans le contexte actuel comme un phénomène de grande ampleur lié pour une part à la dématérialisation de certaines activités et à l’évolution concomitante de la réalité économique, technologique et sociale du travail. L'action de numérisation  consiste à archiver et à stocker des documents dans un format numérique, puis à réutiliser ces documents au sein d’une Gestion électronique de document (GED) ou encore de progiciels de gestion intégrés afin d'utiliser un support numérisé, sécurisé, transmissible et exploitable dans la durée. La numérisation est caractérisée par la transformation de l’organisation en profondeur, la maturité digitale associée à cette transformation caractérise la capacité de l'entreprise à transformer son modèle d’affaires et l'ensemble de ses processus afin de reformuler l'équation de valeur.
Cette définition a été également largement évoquée par Michel Germain, notamment dans son ouvrage Management des nouvelles technologies et e-transformation de la façon suivante : « De façon métaphorique, l’e-transformation est cette énergie de changement initiée par la dynamique d’internet, les potentialités des technologies de l’information et de la communication, et la volonté des hommes dans un univers d’entreprise marqué par la convergence numérique. ».
Ce concept considère que les nouvelles technologies de l’information et de la communication — plus particulièrement le numérique —– sont à l’origine de projets majeurs de transformation. Souvent confondu avec la notion d'e-business qui fait référence à l'externe (clients, partenaires), la transformation numérique désigne plutôt les projets d'envergure initiés en interne d'une organisation, marqueurs d'un changement profond et d'envergure.
On parlera plus particulièrement de transformation numérique dans le cadre de dispositifs intranets évoluant vers une dynamique collaborative intensive, de réseaux sociaux d’entreprise (RSE / social network), d'innovation participative et ouverte (management des idées), d’entreprise apprenante et d’intelligence collective.
La transformation numérique implique de considérer les nouvelles technologies de l’information et de la communication non pas sous l’angle du simple choix d’outil mais comme un véritable enjeu stratégique, économique et social. Transformer numériquement revient à dimensionner et accompagner la mutation qu’impliquent le choix et la mise en place d’une technologie et ce, en considérant les notions de maîtrise d'usage, de conduite du changement, de gouvernance, de formation, etc. La transformation numérique est considérée comme une nouvelle révolution industrielle créant une rupture sur les métiers traditionnels.
La transformation numérique n’est pas forcément liée à la technologie numérique, mais plutôt par le fait que la technologie digitalisée, permet aux personnes de résoudre leurs problèmes traditionnels et ils préfèrent cette solution numérique à l'ancienne solution. Elle est souvent une réponse aux disruptions entraînées par les usages digitaux : nouveaux comportements et attentes des internautes, nouvelle offre et concurrence de la part de startups ou de la part des géants digitaux, les GAFAM (Google, Apple, Facebook, Amazon en occident ou les BATX : Baidu, Alibaba, Tencent, Xiaomi en Asie) qui se diversifient. La transformation numérique modifie les usages traditionnels en profondeur en créant des ruptures sur les Business Models Traditionnels (BMT). Ces derniers évoluent et se digitalisent, créant ainsi un Business Model Digital (BMD). L'évolution de type plateforme digitale conduit à favoriser le développement d'un nouveau modèle le Business Model Digital Dynamique (BMD²). Lorsque la société Amazon a commencé son activité, elle ne vendait que des livres puis par la suite une multitude d'objets, aujourd'hui Amazon met son savoir-faire de la vente en ligne à la disposition des organisations en leur proposant des architectures informatiques : Amazon Web Services.
L'étape de transformation signifie que les usages numériques permettent intrinsèquement des innovations et des créativités dans un domaine particulier, plutôt que de simplement améliorer et soutenir les méthodes traditionnelles. Bien que l'impact de cette transformation sur les entreprises ait créé des ruptures, beaucoup d'organisations ont du mal à réaliser le plein potentiel de ce que permet la numérisation par la mise à disposition mondiale de leurs activités et services, pour cette raison la transformation numérique est souvent qualifiée de révolution silencieuse. La transformation digitale est identifiée par un entrepreneur qui souhaite faire évoluer son Business Model Traditionnel vers un Business Model digitalisé, on parle alors de la transformation digitale du modèle d'affaires.
Selon l'indice de l'industrie de la numérisation McKinsey Global Institute, L'Europe fonctionne actuellement à 12 % de son potentiel numérique, lorsque les États-Unis fonctionnent à 18 %.
Il y a aussi des différences importantes en Europe, selon cette même étude, l'Allemagne fonctionne à 10 % de son potentiel numérique, alors que le Royaume-Uni est presque à égalité avec les États-Unis à 17 %. La France est 16e sur 27 pays de l’Union Européenne au niveau de la présence en ligne. Cela démontre que beaucoup de progrès reste à faire pour adopter la numérisation, même les économies avancées peinent à exploiter tout le potentiel de la numérisation.
La numérisation et la transformation numérique accélèrent collectivement le processus global et social de la transformation. La transformation numérique imposant de nouveaux usages aux travailleurs, aux clients conduit à une transformation organisationnelle des entreprises et des organisations.
Ce processus a contribué à l’apparition des phénomènes aujourd'hui connus sous le nom d'Internet industriel, d'industrie 4.0, Big data, blockchain, etc.
Le processus de la numérisation a permis de transformer et de changer les modèles économiques existants, les modèles de consommation, les structures socio-économiques, les décisions politiques, juridiques, les modèles organisationnels et les barrières culturelles.

## Impact de la transformation numérique au sein des organisations
La transformation numérique influence considérablement l'organisation du travail, notamment en termes d'interaction humaine. Les recherches montrent que la technologie permet de flexibiliser les organisations. Elle rend possible des modalités de travail telles que le télétravail et favorise les interactions dans des environnements digitaux tels que les réseaux sociaux d'entreprise, ou dans des cadres physiques atypiques comme les open spaces. Ces évolutions technologiques offrent aux entreprises l'opportunité d'adopter une nouvelle culture organisationnelle et d'implémenter de nouvelles pratiques de travail. Cependant, il est important de noter que la recherche soutient également que l'introduction d'outils digitaux à elle seule ne suffit pas pour induire une transformation organisationnelle et culturelle complète. Cette méconnaissance est souvent à l'origine de l'échec de nombreux projets de digitalisation des pratiques de travail.

## Exemples
À l'heure actuelle[Quand ?], les acteurs de l'économie recherchent une expérience et nous pouvons comprendre la transformation numérique par quelques exemples réels :

### Administrations
Les entreprises et les administrations se doivent d'investir dans la transformation numérique afin de maintenir leur proximité avec les consommateurs. Dans ce contexte, le directeur financier occupe un rôle central au sein de l'entreprise pour orienter les décisions d’investissement.
Un exemple significatif de cette transformation est la dématérialisation de la commande publique.
En décembre 2017, le Plan de transformation numérique de la commande publique (PTNCP) a été adopté, il prévoit sa réalisation sur cinq ans (soit une mise en œuvre finalisée pour 2022). Ce Plan vise à l'obligation de dématérialisation de tout marché public supérieur à 25 000 € HT (dès le 1er octobre 2018), puis à une dématérialisation complète de la commande publique pour l'année 2022. Le PTNCP s'articule autour de cinq grands axes : la simplification, l'interopérabilité, la transparence, l'archivage et la gouvernance. Il s'inscrit dans le cadre de l'Action publique 2022 qui a été lancé le 13 octobre 2017 par le premier ministre de l'époque, Edouard Philippe.
C'est en 2004 que la première impulsion vers une transformation numérique de la commande publique est lancée. Incitée par les directives européennes, la France rend obligatoire la publication, la transmission et la mise à disposition des documents de consultation sous format numérique. Néanmoins, ce mouvement est peu suivi avec moins de 20 % des procédures dématérialisées.
La transformation numérique de la commande publique répond à plusieurs enjeux afin de faciliter le processus pour les acheteurs, tout comme pour les entreprises. Les tâches administratives sont limitées, la transparence est mieux garantie et l'accès à l'information se fait de façon plus aisée. C'est également le moyen pour la France de renforcer sa compétitivité sur le marché européen.
Cependant, la transformation numérique de ce secteur de l'administration publique génère divers défis, à la fois d'ordre technologiques (développer des systèmes d'informations interopérables), mais aussi d'ordre humain (faciliter l'adaptation des usages).
L'archivage électronique a été un des grands travaux de ce Plan. En effet, la dématérialisation de la commande publique a impliqué une augmentation significative des marchés électroniques, ainsi qu'une croissance du volume de la taille des fichiers échangés. Il s'agissait alors d'assurer un archivage électronique de qualité avec des infrastructures suffisantes. Néanmoins, l'enchevêtrement de l'archivage électronique dans diverses sphères d'action a rendu sa mise en place complexe. L'archivage électronique de la commande publique doit s'inscrire dans un cadre réglementaire (Code du patrimoine et décrets associés à la conservation de l'information), mais également dans un cadre plus global qui varie en fonction du type de documents, du territoire et des pratiques du service d'archives considéré. Cela a complexifié l'élaboration d'une politique d'archivage commune autour de la commande publique, soulignant les défis à relever lors de la numérisation des activités.

### Agriculture
L’agriculture numérique se définit comme la convergence de l’agriculture et des technologies de l’information (réseaux intelligents et outils de gestion des données) pour améliorer la productivité et répondre aux attentes environnementales et sociétales tout au long de la chaîne de valeurs. Elle répond à une nécessité de changement face aux enjeux de l’agriculture moderne : remise en question de l’usage des produits phytosanitaires, enjeux alimentaires locaux — avec l’agriculture de proximité — et mondiaux — avec la sécurité alimentaire, la transition agroécologique, etc..

### Gestion hôtelière
Dans la gestion hôtelière, la transformation numérique vise à remettre le client au centre de la stratégie. Le dernier avancement est à cet égard l'apparition d'agences de voyages en ligne comme Expedia et Booking.com.
Une autre facette est la concurrence de plateformes communautaires, tel Airbnb.

### Commerce
Le commerce traditionnel a été bousculé par l'émergence des plateformes, les sociétés Amazon.com et Alibaba.com ont perturbé le processus d'achats des entreprises historiques. Ces plateformes ont désintermédié les marchés traditionnels en supprimant les intermédiaires historiques en les remplaçant par une économie de type plateforme. Cette perturbation des habitudes des consommateurs est toutefois assez positive étant donné que les consommateurs ont accès à de plus larges gammes de produits. Le client bénéficie ainsi de plus de choix, d'une disponibilité d'un catalogue à tout heure et d'un hypothétique pouvoir de négociation à terme. L'accessibilité des produits, des services est devenue plus simple à toute heure et de n'importe où, c'est la notion d'ATAWAD proposé par Xavier Dalloz en 2002. Le commerce électronique est venu compléter et non détruire le commerce conventionnel avec la notion de phygitalisation.

### Secteur bancaire
Les banques ont déjà investi fortement en technologie et infrastructure[réf. nécessaire], qui apportent des changements spectaculaires, permettant ainsi des opérations bancaires en ligne à fortes valeurs ajoutées[Lesquelles ?] par l'expérience utilisateur[pas clair].
Ceci implique la révision de l'organisation, des améliorations rapides des plates-formes numériques permettant via l'expérience de client la recherche des nouvelles innovations numériques.

### Formation
Avec l'augmentation des outils d’étude en ligne, les personnes cherchent des manières plus flexibles par le développement personnel. Utilisant les vidéos dans les conférences, les communautés d’étude en ligne et l'étude des systèmes de gestion laissent créer les nouveaux modèles économiques qui perturbent la conférence traditionnelle et la conduite des stages de formation. Cela affecte tous les champs d'étude, des mathématiques à la musique et, sur les plates-formes les plus connues, un contenu de qualité attire un public de professionnels provenant de tous horizons.

### Santé
La e-santé doit permettre une meilleure prise en charge des soins par une nouvelle approche. La numérisation des opérations administratives et l'interopérabilité des données patients font émerger une approche prédictive de la santé plutôt qu'une approche curative. Il s’agit de faciliter la gestion de la prestation des services de santé. Il implique le stockage et l'échange des données cliniques et la communication interprofessionnelle. L'apparition de communauté de pratiques professionnelles favorisent l'évolution des usages en santé. Il devient nécessaire de changer d'approche et identifier les nouveaux Business Models en santé afin de faire mieux avec moins.
En février 2017, une étude de McKinsey & Company conclut que « en moyenne, les industries sont numérisées à moins de 40 %. Cette étude précise également l'inégalité dans la pénétration du changement numérique à travers des industries, du fait que ces dernières avaient opéré des changements structurels dus à la numérisation, dans d'autres l'impact de ce phénomène a été limité aux changements mineurs ou secondaires.

### Industrie
Le secteur industriel entre dans sa 4e révolution. On parle d'industrie 4.0.
Le numérique est au centre de cette nouvelle ère, il vient bousculer les méthodes de travail, l'organisation, les métiers et implique une réorganisation de la chaîne de production.
Avec l'avènement du numérique, les entreprises du secteur industriel doivent s'adapter et transformer leurs modes de production et de travail pour rester compétitives.
La numérisation des processus est présente à chaque niveau de l'entreprise pour aboutir à une usine connectée. Grâce aux nouvelles technologies numériques pour optimiser la conception (numérisation des données, réalité augmentée, impression 3D…), la production (automates, robotique…) le suivi de la qualité et de la maintenance (objets connectés, capteurs de traçabilité, maintenance prédictive, big data…).
Le terme de e-transformation fait d'ailleurs l'objet d'une lexicalisation dans de nombreux domaines et d'une professionnalisation dans les activités de conseils.

### Sécurité
Lors d'achat en ligne, le client se doit d'être prudent et de toujours lire les conditions de vente du site sur lequel il est présent sans oublier qu'il doit toujours s'assurer que sa connexion est sécurisée. Ainsi apparaissent les tâches qui mènent à la violation de la sécurité comme le vol des numéros de carte de débit et de crédit aussi bien que de l'information personnelle de clients faisant naître de nouveaux produits d’assurances tels que le cyber assurances.

## Médias
Dans le contexte de la transition numérique, les médias traditionnels sont souvent amenés à offrir leurs contenus aux consommateurs et clients par l'intermédiaire des plateformes numériques et des réseaux sociaux en ligne, phénomène appelé plateformisation des médias.